# Saint-Aulais-la-Chapelle
Saint-Aulais-la-Chapelle település Franciaországban, Charente megyében. Lakosainak száma 218 fő (2022. január 1.). Saint-Aulais-la-Chapelle Angeduc, Bessac, Brie-sous-Barbezieux, Challignac, Saint-Bonnet, Val des Vignes és Coteaux-du-Blanzacais községekkel határos.

## Népesség
A település népessége az elmúlt években az alábbi módon változott:
| Lakosok száma | 350  | 294  | 264  | 243  | 233  | 234  | 233  | 229  | 226  | 218  |
|               | 1968 | 1982 | 1990 | 2006 | 2013 | 2015 | 2017 | 2019 | 2020 | 2022 |